# Huntington Beach (Kalifornija)
Huntington Beach je grad u američkoj saveznoj državi Kalifornija. Prema popisu stanovništva iz 2010. u njemu je živjelo 189.992 stanovnika.